# Bent Isager-Nielsen
Bent Isager-Nielsen (25. maj 1951 i Silkeborg) er en dansk forfatter, foredragsholder, debattør og politiker. Han er tidligere drabschef i Rigspolitiet og nuværende medlem af Frederiksberg Kommunalbestyrelse for Det Konservative Folkeparti.
Han gik på pension i 2018 efter en mere end 40 år lang karriere i politiet, hvor han har været politiinspektør, efterforskningschef, drabschef og chef for Rigspolitiets Rejseafdeling, også kendt som Rejseholdet.
Bent Isager-Nielsen har boet på Frederiksberg siden 1979. Ved kommunalvalget i 2021 blev han med 1.049 personlige stemmer valgt ind i Frederiksberg Kommunalbestyrelse for Det Konservative Folkeparti.